# Petites perceptions
Petites perceptions (französisch: kleine Wahrnehmungen) sind nach Gottfried Wilhelm Leibniz (1646–1716) kleine, unmerkliche Empfindungen (perceptions). Sie werden nicht als solche einzelne Inhalte bewusst, sondern vielmehr erst in ihrer Gesamtwirkung (Summation oder Emergenz), ähnlich wie das Rauschen einer Welle durch die Bewegung vieler einzelner Wassertropfen hervorgerufen wird. Leibniz erkannte in diesen „unbestimmten“ elementaren psychischen Vorgängen „Vorstellungen“, die als „verworrene“ Vorstufen der bewussten und aufmerksamen Wahrnehmung (Apperzeption) aufzufassen sind. Leibniz versuchte mit Hilfe dieser Begrifflichkeit im Rahmen seiner Monadologie den Cartesianismus zu überwinden, der körperliche und seelische Vorgänge voneinander trennte (res extensa und res cogitans). Er gebrauchte den Begriff zur Erklärung der prästabilierten Harmonie.(a)

## Geistesgeschichtliche Einordnung
Leibniz kannte einerseits die Philosophie von Descartes, andererseits hatte er selbst die Lehre der Apperzeption entwickelt, die er zu ergänzen suchte.(b) „Cogito, ergo sum“ wurde daher zum mit Selbstbewusstsein ausgestatteten Denkakt. In der Folge stellte Leibniz der Apperzeption als dem klar und mit Selbstbewusstsein Wahrgenommenen die Perzeption als eine vage und unscharfe Vorstufe des Denkens gegenüber und unterschied darüber hinaus noch eine „kleine Perzeption“, die unmerklich ist und unterhalb der Bewusstseinsschwelle bleibt, da sie aus vielen unscharfen Empfindungen hervorgehen. 

„Auf ihnen beruht dieses ›ich weiß nicht was‹, diese Geschmackswahrnehmungen, diese Bilder sinnlicher Qualitäten, welche alle in ihrem Zusammensein klar, jedoch ihren einzelnen Teilen nach verworren sind. Auf ihnen beruhen die ins Unendliche gehenden Eindrücke, die die uns umgebenden Körper auf uns machen, und somit die Verknüpfung, in der jedes Wesen mit dem übrigen Universum steht. Ja man kann sagen, dass sich vermöge dieser kleinen Perzeptionen die Gegenwart mit der Zukunft trifft und mit der Vergangenheit erfüllt ist, dass alles miteinander zusammenstimmt [...] und daß Augen, die so durchdringend wären wie die Gottes, in der geringsten Substanz die ganze Reihenfolge der Bewegungen des Universums lesen könnten.“

 Indem Leibniz Begriffe wie Schlaf und Traum zum Gegenstand seiner Abhandlungen machte, eröffnete er der Philosophie zugleich neue Gesichtspunkte zum Thema des Unbewussten. Durch die Annahme einer Parallelität von körperlichen und seelischen Faktoren (Psychophysischer Parallelismus) ebnete Leibniz den Weg für die Einheitslehre wie sie bereits von Spinoza (1632–1677) formuliert wurde und von Schelling (1775–1854) durch seine Identitätsphilosophie) weiter bekräftigt wurde. Die Psychophysik von Gustav Theodor Fechner (1801–1887) nahm diesen Standpunkt ebenfalls auf.(a) Das Leib-Seele-Problem ist auch heute Gegenstand von Modellvorstellungen wie etwa der psychophysischen Wechselwirkung.

## Kritik an Descartes
Die Kritik von Leibniz an René Descartes (1596–1650) richtete sich gegen die von diesem vertretene Annahme der Wechselwirkung zwischen Körper und Seele. Im Falle der seelischen Einwirkung auf den Körper muss – nach Auffassung von Descartes – der entsprechende Einfluss ohne die Kategorien der res extensa begriffen werden, weil die Seele sonst selbst mit diesen (körperlichen) Kategorien zu verstehen sei. Leibniz vertrat stattdessen die These des psychophysischen Parallelismus. Sie besagt, dass beide Kausalreihen, die körperliche und seelische, voneinander unabhängig und nebeneinander bestehen. Nach Leibniz wird die Übereinstimmung der unterschiedlichen Kausalreihen durch die göttliche Voraussicht am Anfang der Schöpfung gewährleistet. Dies bedeutet allerdings, dass ein deus ex machina vorausgesetzt wird (s. a. → Uhrengleichnis).(b)

## Bedeutung für die Weiterentwicklung der Bewusstseinstheorie
Im Rahmen der Psychophysik leistete die Beschreibung von Leibniz über die „petites perceptions“ Vorschub für die Entdeckung der Sinnesschwelle und damit gewiss auch für die Bewusstseinstheorie, die erst 1720 von Christian Wolff (1679–1754) und überhaupt der Begriff „Bewusstsein“ als deutsche Bezeichnung eingeführt wurde. Johann Friedrich Herbart (1776–1841) trug zu dieser Erforschung im Rahmen der Psychophysik weiter bei.(c) Von ihm stammt die Aussage: „Wenn eine Vorstellung unter die Schwelle des Bewußtseins fällt, so fährt sie fort, in latenter Weise zu leben, in stetem Bestreben, über die Schwelle zurückzukehren und die übrigen Vorstellungen zu verdrängen.“ Leibniz gilt neben Isaac Newton (1643–1727) als Begründer der Infinitesimalrechnung. Bestimmt durch diese Vorkenntnisse und die damit verbundene Begrifflichkeit des Grenzwerts hat Leibniz die „petites perceptions“ als „Bewusstseinsdiffentiale“ bezeichnet, da sie an sich nicht wahrnehmbar, durch ihr Zusammenwirken jedoch bzw. durch ihre Steigerung Bewusstsein konstituieren.(a) Carl Gustav Jung (1875–1961) bestätigt, dass Leibniz der erste aus einer Reihe späterer Philosophen war, der den Begriff des Unbewussten verwendete. Sigmund Freud (1856–1939) habe ihn jedoch als erster in empirischer Hinsicht gebraucht, ohne von philosophischen Prämissen auszugehen.(a) Von den philosophisch orientierten Autoren werden Augustinus (354–430) und Thomas von Aquin (* um 1225–† 1274) und Kant (1724–1804) als Erstbeschreiber angesehen, die den Begriff des Unbewussten prägten.(b) (c) Jung verwendete den Begriff der „subliminalen Perzeption“ in sinnverwandter Art und Weise, so wie Leibniz den der „petites perceptions“.(b) Allerdings gebraucht Jung den Begriff des Komplexes anstelle des von Leibniz und Herbart verwendeten Begriffs der Vorstellung.(c) Die Elementenpsychologie ist als Fortsetzung einer vielfältigen Unterteilung der komplexen Bewusstseinsqualität anzusehen.